# Dniprovokameanka, Verhnodniprovsk
Dniprovokameanka (în ucraineană Дніпровокам`янка) este localitatea de reședință a comunei Dniprovokameanka din raionul Verhnodniprovsk, regiunea Dnipropetrovsk, Ucraina.

## Demografie
Componența lingvistică a localității Dniprovokameanka
     Ucraineană (94,74%)
     Rusă (4,58%)
     Alte limbi (0,17%)
Conform recensământului din 2001, majoritatea populației localității Dniprovokameanka era vorbitoare de ucraineană (94,74%), existând în minoritate și vorbitori de rusă (4,58%).